# Martin Smedjeback
Martin Lennart Smedjeback, född 27 juni 1973 i Fosie församling, Malmöhus län, är en svensk aktivist och föredragshållare. Smedjeback utbildar i icke-våld och använder själv metoden aktivt. Särskilt hans civilt olydiga aktioner inom freds- och djurrättsfrågan har uppmärksammats. Han var tidigare ordförande för Kristna studentrörelsen i Sverige och var anställd på Kristna Fredsrörelsen i sju år men är idag ateist.

## Fredsaktivism
I oktober 2008 hamrade och rispade han, som aktivist i det antimilitaristiska nätverket Ofog, på 14 Carl Gustaf granatgevär som en del av kampanjen Avrusta. För detta dömdes han till fyra månaders fängelse.  I mars 2009 greps han tillsammans med Annika Spalde och Pelle Strindlund från Ofog när de var på väg in i en av Saabs hangarer i Linköping för att där hamra på Jasplan avsedda för export. Domen blev fem månaders fängelse.

## Djurrättsaktivism
Sedan 2015 har Smedjeback varit heltidsaktivist genom hans gräsrotsfinansierade projekt Ett år för djuren. Han var med och startade djurrättsgruppen Tomma burar som har utfört så kallade öppna djurfritagniningar där de har tagit grisar, fisk, hönor, kalkoner och kaniner från gårdar i Sverige. För fyra av dessa aktioner har han avtjänat två fängelsestraff på vardera en månad. Under 2017 var han med och organiserade en blockad av ett slakteri i Linköping. Han är sedan 2017 ordförande i föreningen Save Movement Sverige. Sedan 2012 har han hållit föredraget Varför vi älskar hundar, äter grisar och klär oss i kor, baserat på psykologen Melanie Joys forskning.

## Klimataktivism
I klimatrörelsen Extinction Rebellion har Smedjeback engagerat sig sedan 2021, något som har resulterat i fem domar med böter som påföljd. En av klimataktionerna var en blockad i Stockholm som resulterade i dagsböter enligt en dom från Västerås tingsrätt.

## Filmografi
- Vårt brott heter ansvar (2012), medverkande.[21]
- Tomma burar (2017), medverkande.[22]
- Någon inte Något (2019), medverkande.[23]

## Utmärkelser
- 2010: Ickevåldspriset[24]
- 2014: Martin Luther King-priset[25]